# Григорьева, Анастасия
Анастасия Григорьева (лат. Anastasija Grigorjeva, род. 12 мая 1990, Даугавпилс, Латвийская ССР, СССР) — латвийская спортсменка, борец вольного стиля, чемпионка Европы, призёр чемпионатов мира и Европы, а также победительница Европейских игр 2019 года, участница трёх Олимпийских игр.

## Биография
Родилась в 1990 году в Даугавпилсе. В 2010 году в Баку одолев в финале россиянку Наталью Гольц стала чемпионкой Европы. В 2012 году завоевала серебряную медаль чемпионата Европы, но на Олимпийских играх в Лондоне стала лишь 9-й. В 2013 году вновь стала чемпионкой Европы. В 2014 году в финском городе Вантаа опять выиграла чемпионат Европы, а на чемпионате мира в Ташкенте завоевала бронзовую медаль. В 2019 году на чемпионате Европы в Бухаресте завоевала бронзовую медаль. 